# 한국소방마이스터고등학교
한국소방마이스터고등학교(韓國消防마이스터高等學校)는 대한민국 강원특별자치도 영월군 영월읍 영흥리에 있는 공립 고등학교이다.

## 연혁
- 1946년 9월 18일 : 영월 공립 초급 중학교 개교
- 1949년 7월 29일 : 영월공립 공업 중학교 승격인가(전기, 광산, 가정 각 6학급)
- 1951년 8월 31일 : 영월공업고등학교 승격인가
- 1951년 10월 12일 : 개교식 거행
- 2019년 9월 18일 : 한국소방마이스터고등학교 개교 승인(소방안전관리과 4학급)
- 2020년 3월 1일 : 한국소방마이스터고등학교로 교명 변경
- 2024년 3월 1일 : 제29대 이명신 교장 부임
- 2025년 1월 8일 : 제74회 졸업식(소방마이스터고 3기 졸업생 67명, 총 17,957명 졸업)
- 2025년 3월 4일 : 입학식(신입생 소방안전관리과 4학급 70명 입학)

## 설치 학과
- 소방안전관리과

## 주요 시설

### 운동장
한국소방마이스터고등학교 운동장(韓國消防마이스터高等學校運動場, Korea Fire Meister High School Field)은 대한민국 강원도 영월군에 있는 스포츠 시설이다. 인조잔디 필드와 우레탄 트랙이 갖춰진 경기장이며, 2011년에 준공되었다. K7리그 영월 등의 스포츠 경기가 진행되었다.

## 참고 문헌
- 한국소방마이스터고등학교 - 한국교육학술정보원 학교알리미
- 〈영월공업고등학교〉. 《두피디아》. 두산.